# Heureux Hasard
Pour plus de détails, voir Fiche technique et Distribution.
Heureux Hasard (A Nine O'Clock Town) est un film américain réalisé par Victor Schertzinger et sorti en 1918.

## Fiche technique
- Titre original : A Nine O'Clock Town
- Réalisation : Victor Schertzinger
- Scénario : Victor Schertzinger
- Production : Thomas H. Ince
- Durée : 5 bobines[1]
- Date de sortie :
  - États-Unis : 28 juillet 1918

## Distribution
- Charles Ray : David Clary
- Jane Novak : Katherine Farrell
- Otto Hoffman : John Clary
- Gertrude Claire :	Mrs. Clary
- Catherine Young : The Dame
- Dorcas Matthews (en) : The Model
- Milton Ross : The Dame's Partner
- Melbourne MacDowell : Mr. Adler
- Caroline Rankin : la vendeuse